# Chrysochraon amurensis
Chrysochraon amurensis är en insektsart som beskrevs av Leo L. Mishchenko 1986. Chrysochraon amurensis ingår i släktet Chrysochraon och familjen gräshoppor. Inga underarter finns listade i Catalogue of Life.